# Michio Yasuda
Michio Yasuda (jap. 保田 道夫 Yasuda Michio; ur. 10 listopada 1949) – były japoński piłkarz, reprezentant kraju.

## Kariera klubowa
Od 1972 do 1980 roku występował w klubie Nippon Steel.

## Kariera reprezentacyjna
W reprezentacji Japonii zadebiutował w 1979.

## Statystyki
| Reprezentacja Japonii | Reprezentacja Japonii | Reprezentacja Japonii |
| Rok                   | Mecze                 | Gole                  |
| --------------------- | --------------------- | --------------------- |
| 1979                  | 1                     | 0                     |
| Razem                 | 1                     | 0                     |